# Bauhinia reticulata
Bauhinia reticulata  es una especie de planta leguminosa, la familia Fabaceae. Se distribuye por África tropical.

## Descripción
Es un árbol de hoja perenne que alcanza un tamaño de 10 m de altura, muy ramificado, con una corona muy densa, esférica y  extendida, o un arbusto de 1-3 m de alto con ramas divergentes.

## Ecología
Se encuentra en las áreas más secas del sahel en las sabanas; en canales, dunas, formando arbustos en las tierras en barbecho, valles inundados o zonas húmedas, suelo arenoso-arcilloso; cultivos en la arena, suelos muy pobres, piedra arenisca deteriorada, a una altitud de 945-1825 metros.
Es confundido con Piliostigma thonningii cuando las hojas son viejas y ± y sin pelos.

## Distribución
Se distribuye por Burkina Faso, Camerún, República Centroafricana, Chad, Etiopía, Ghana, Costa de Marfil, Malí, Níger, Nigeria, Senegal y Sudán.

## Taxonomía
Bauhinia reticulata fue descrito por Augustin Pyrame de Candolle  y publicado en Mémoires sur la Famille des Légumineuses 13: 484. 1825.
Etimología
Bauhinia: nombre genérico nombrado en honor de los hermanos herboristas y botánicos suizos; Caspar (1560-1624) y Johann Bauhin  (1541-1613). El primero fue botánico y médico, autor de un índice de  nombres de plantas y sus sinónimos llamado Pinax Theatri botanici, y profesor de anatomía y botánica en la Universidad de Basilea, que distinguía entre género y especie, y fue el primero en establecer un sistema científico de la nomenclatura, mientras que el segundo fue coautor de la gran obra Historia Plantarum universalis, publicado cuarenta años después de su muerte.
reticulata: epíteto latino que significa "reticulada, con forma de red".
Sinonimia
- Bauhinia benzoin Kotschy (1913)[2]
- Piliostigma reticulatum (DC.) Hochst.[6]